# Tetje Mierendorf

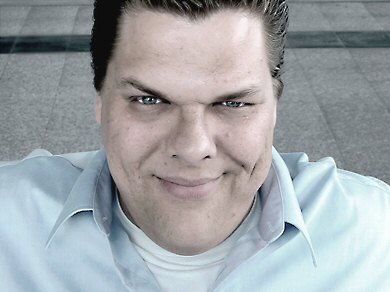
Tetje Mierendorf (2004)

Tetje Mierendorf (* 18. April 1972 in Hamburg) ist ein deutscher Komiker,  Schauspieler, Musicaldarsteller und Synchronsprecher.

## Leben
Nach seinem Abitur 1992 am Emilie-Wüstenfeld-Gymnasium in Hamburg  absolvierte Mierendorf eine Ausbildung zum Bankkaufmann. Mierendorf, der bereits in seiner Schülerzeit in der Hamburger Band Invain mitgespielt hatte, entschied sich danach für eine Laufbahn als Schauspieler und Sänger mit Rollen in Musicals und TV-Produktionen.
In der 2004 im Auftrag von Sat.1 von der UFA produzierten siebenteiligen Doku-Soap Mein großer, dicker, peinlicher Verlobter (eine Adaption der Sendung My Big Fat Obnoxious Fiance des US-Senders  FOX) machte er in der Rolle des Gunnar Janßen zusammen mit seiner „Familie“ (allesamt Schauspieler) seiner angeblichen Verlobten Mareike, einer 28-jährigen Zahnmedizin-Studentin aus Kiel, das Leben schwer. Im gleichen Jahr spielte er in der Sat.1-Sketchcomedy Deich TV – Die Fischkopp-Comedy als Autoschrauber mit.
2005 spielte Mierendorf die Rolle des Seele-Fant in einer Neufassung des Kinderbuch-Klassikers Urmel aus dem Eis, die in zwei Teilen auf Sat.1 ausgestrahlt wurde. 2007 spielte er einen Kapitän in dem Tatort Macht der Angst. Bei den Improvisationscomedys Schillerstraße und Frei Schnauze gehörte er zur wiederkehrenden Besetzung. In der Kriminalhörspielserie Peter Lundt spricht er die Rolle von Oliver Zornvogel.
2007 moderierte er Der Glücksvollzieher auf kabel eins. 2010 drehte er zusammen mit Bernhard Hoëcker für das ZDF die zweiteilige Dokumentation Was genießt Deutschland?. Im April 2013 war Mierendorf bei der RTL-Tanzshow Let’s Dance zu sehen. Seine Profi-Tanzpartnerin war Isabel Edvardsson. Sie erreichten den neunten Rang. Von November 2014 bis Januar 2017 war er in Hamburg im Theater an der Elbe im Musical Das Wunder von Bern als Pfarrer Keuchel zu sehen.
Mierendorf ist seit 2006 verheiratet. Die Geburt der gemeinsamen Tochter 2012 nahm Mierendorf, der bei 1,97 m Körpergröße etwa 180 kg wog und an Diabetes Typ 2 litt, zum Anlass abzunehmen. Über seine Gewichtsreduktion auf unter 100 kg schrieb er das Buch Halbfettzeit: Mein neues Leben ohne Rettungsringe (2018). Mierendorf wurde 2019 in den Vorstand der gemeinnützigen Gesundheitsorganisation diabetesDE – Deutsche Diabetes-Hilfe gewählt.

## Rollen
- 1995–1997 Grease, Imperial Theater, Rolle: Vince Fontaine/Teen Angel
- 1999–2000 The Rocky Horror Show, Imperial Theater, Rolle: Eddie/Dr. Scott
- 1997–2001 Buddy – Das Musical, Hamburg, Rolle: Big Bopper
- 2004 Mein großer, dicker, peinlicher Verlobter
- 2005–2009 Schillerstraße
- 2005 Schmidts Tivoli, Rolle: XXLvis
- 2006 Emmi – Die Salomé vom Spielbudenplatz oder Sing, wenn du kannst, Schmidt-Theater
- 2009–2010 Hairspray, Musical Dome Köln, Rolle: Edna Turnblad (im Wechsel mit Uwe Ochsenknecht)
- 2010–2012 Sister Act, Operettenhaus Hamburg, Rolle: Bones
- 2011 Hand aufs Herz, verkörpert sich selbst in seiner Funktion bei Sister Act
- 2012 Kein Pardon, Capitol Theater Düsseldorf, Rolle: Heinz Wäscher
- 2014–2017 Das Wunder von Bern, Theater an der Elbe Hamburg, Rolle: Pfarrer Keuchel
- 2017 Shrek, Freilichtspiele Tecklenburg, Rolle Shrek
- 2022 Mamma Mia!, Neue Flora, Rolle Bill

## Auszeichnungen
- 2007 – Deutscher Comedypreis als Ensemblemitglied von Frei Schnauze XXL (Beste Comedy-Show)

## Werke

### Hörspiele
- 2004–2011: Peter Lundt (Hörspielserie, Hauptrolle, 12 Folgen)
- 2010: Die drei ??? – (137) Pfad der Angst (Hörspielserie, Nebenrolle)[7]
- 2011: Sister Act (Cast Album)
- 2015: Das Wunder von Bern – Die Originalversion des Hamburger Musicals (Cast Album)
- 2020: TKKG 216 – Nebenrolle

### Bücher
- Halbfettzeit: Mein neues Leben ohne Rettungsringe. Gütersloher Verlagshaus, 2018, ISBN 978-3-579-08721-4.